# Sega Superstars Tennis
Sega Superstars Tennis is een sportspel ontwikkeld door Sumo Digital en uitgegeven door Sega op 17 maart 2008 voor PlayStation 2, PlayStation 3, Wii, Xbox 360 en Nintendo DS. In 2013 kwam het spel uit voor OS X.
Het spel bevat onderdelen en personages van vijftien verschillende franchises van Sega.

## Gameplay
Superstar-modus bevat een aantal missies voor de speler om door te spelen. Hieronder vallen tournamenten, Exhibition-modus en spelspecifieke missies die gebaseerd zijn op de originele spellen van de hoofdpersonages, waaronder Sonic the Hedgehog, Puyo Pop Fever en Virtua Cop. Door missies af te ronden kunnen allerlei dingen vrijgespeeld worden, waaronder racebanen, personages en muziek.
In Exhibition-modus kan de speler zelf een racebaan kiezen, waaronder de Green Hill Zone van Sonic en het Carnival Park van Amigo. Tournamenten zijn wedstrijden tegen een aantal tegenstanders op een rij, waarbij de tegenstander en racebaan willekeurig wordt gekozen.
Een aantal minispellen zijn ook speelbaar in Sega Superstars Tennis. Zo kan de speler een level van Space Harrier, Puyo Puyo, Virtua Cop en een combinatie van The House of the Dead en Space Invaders spelen.

## Speelbare personages
| Naam personage       | Origineel spel             |
| -------------------- | -------------------------- |
| Sonic the Hedgehog   | Sonic the Hedgehog         |
| Dr. Eggman           | Sonic the Hedgehog         |
| Miles "Tails" Prower | Sonic the Hedgehog 2       |
| Amy Rose             | Sonic the Hedgehog CD      |
| Shadow the Hedgehog  | Sonic the Hedgehog         |
| AiAi                 | Super Monkey Ball          |
| NiGHTS               | NiGHTS into Dreams         |
| Reala                | NiGHTS into Dreams         |
| Ulala                | Space Channel 5            |
| Pudding              | Space Channel 5            |
| Beat                 | Jet Set Radio              |
| Gum                  | Jet Set Radio              |
| Amigo                | Samba de Amigo             |
| Gilius Thunderhead   | Golden Axe                 |
| Alex Kidd            | Alex Kidd in Miracle World |

## Ontvangst
| Beoordeeld door        | Platform      | Jaar | Score |
| ---------------------- | ------------- | ---- | ----- |
| Game Informer Magazine | PlayStation 3 | 2008 | 72%   |
| GameZone               | Xbox 360      | 2008 | 69%   |
| IGN                    | Nintendo DS   | 2008 | 69%   |
| GameZone               | Nintendo DS   | 2008 | 66%   |
| Power Unlimited        | Xbox 360      | 2008 | 64%   |
| IGN                    | PlayStation 3 | 2008 | 64%   |
| IGN                    | Wii           | 2008 | 62%   |